# Scusa ma ti chiamo amore (film)
Scusa ma ti chiamo amore è un film del 2008 diretto da Federico Moccia e tra gli altri interpretato da Raoul Bova e Michela Quattrociocche, adattamento cinematografico dell'omonimo romanzo sempre del regista.
Il film è stato distribuito nel circuito cinematografico italiano il 25 gennaio 2008.

## Trama
Niki e le sue amiche hanno diciassette anni e sono all’ultimo anno di scuola. Malgrado abbiano la maturità ne combinano ogni giorno di tutti i colori. Sfilate, feste, rave e tutti i possibili eventi anche fuori Roma. Alex è un “ragazzo” di quasi trentasette anni che si è lasciato da poco con la sua fidanzata storica. Intorno a lui ruota un mondo complicato e divertente: i suoi genitori, le sue sorelle sposate e con figli e poi i suoi tre amici Enrico, Flavio e Pietro, anche loro tutti già sposati ma ognuno con le proprie particolarità. Alex è un pubblicitario e ha delle grandi responsabilità all’interno della sua azienda ma è appena arrivato un giovane rampante che mette a repentaglio il suo lavoro. Tutto questo non sarebbe niente se quella mattina Alex non incontrasse Niki: o meglio, se i due non si scontrassero....

## Colonna sonora
A gennaio 2008 viene pubblicato il CD contenente le tracce della colonna sonora del film.
Tracce
1. Scusa ma ti chiamo amore (Sugarfree)
2. Quello che mi davi tu (Zero Assoluto)
3. Seduto qua (Zero Assoluto)
4. She's the One (Robbie Williams)
5. La tua ragazza sempre (Irene Grandi)
6. Quanti anni hai (Vasco Rossi)
7. Semplicemente (Zero Assoluto)
8. Tomorrow never (Villeneuve)
9. Danziamo (Io, Carlo)
10. La prima notte d'amore (Claudio Guidetti)
11. Una gita al mare (Claudio Guidetti)
12. Alex e Niki (Claudio Guidetti)
13. Un giro per Roma (Claudio Guidetti)
14. Il faro (Claudio Guidetti)
15. Prima di Niki (Claudio Guidetti)
16. Il tema per Diletta (Claudio Guidetti)
17. Niki e Alex (Claudio Guidetti)

## Incassi
Il film in Italia ha incassato un totale di 12657000 € (23/3/2008).

## Riconoscimenti
- 2008 - Maremetraggio
  - Premio Ippocampo alla miglior attrice esordiente a Michela Quattrociocche

- 2009 - Golden Graals
  - Nomination Miglior regista di un film commedia a Federico Moccia

## Sequel
Il 12 febbraio 2010 è uscito nelle sale italiane il seguito del film intitolato Scusa ma ti voglio sposare, tratto dall'omonimo libro.